# Chesham
Chesham è una cittadina di 23 088 abitanti della contea del Buckinghamshire, in Inghilterra.
Una curiosità di Chesham è che, invece di una stazione di ferrovia, ha una stazione della Metropolitana di Londra, sulla Metropolitan Line, simile a quella di Amersham.

## Storia
Ci sono prove archeologiche del primo insediamento durante il tardo Mesolitico intorno al 5000 a.C. in East Street, Chesham, dove è stata trovata una grande quantità di utensili in selce. Le prime prove agricole risalgono al Neolitico, intorno al 2500 a.C. Le tribù dell'età del bronzo si stabilirono nella valle intorno al 1800 a.C. e furono succedute dal popolo dei Belgi nell'età del ferro e dalla tribù dei Catuvellauni intorno al 500 a.C.
Prima del 1066 c'erano tre tenute adiacenti che comprendevano Caestreham, che sono brevemente registrate nel Domesday Book risultando a 1 ½, 4 e 8 ½  hide, con quattro mulini. Il più importante di questi manieri era detenuto dalla regina Edith, la vedova di Edoardo il Confessore. Altre terre essendo state restituite alla Corona erano nelle mani di Aroldo Godwinson e di suo fratello Leofwine Godwinson. Parte di queste terre divenne in seguito la parrocchia di Chesham Bois. Dopo il 1066 Edith mantenne le sue terre e Guglielmo il Conquistatore divise le terre reali tra il suo fratellastro Oddone, vescovo di Bayeux e Hugh de Bolbec.
Chesham è nota per il dissenso religioso che ha dominato la città dal XV secolo. Nel 1532 Thomas Harding fu bruciato sul rogo in città per essere un lollardo ed eretico. Dal XVII secolo, Chesham fu un punto di riferimento per coloro che dissentivano dalla religione dominante. I quaccheri si incontrarono alla fine del XVII secolo a Chesham e nel 1798 costruirono l'attuale casa di riunione della città. Il primo incontro dei battisti risale a circa il 1640 e un posto fu registrato per i servizi nel 1706. La prima cappella fu aperta nel 1712, una delle tante costruite per i vari gruppi battisti durante il XVIII e il XIX secolo. John Wesley predicò a Chesham negli anni '60 del Settecento e nella città esisteva una società metodista wesleyana. In tempi più recenti, nel 1897 fu aperta una cappella metodista wesleyana. I Christian Brethren, che arrivarono a Chesham nel 1876, aprirono la loro Gospel Hall nel 1895, che chiuse nel dicembre 2008. La Broadway Baptist Church aveva congregazioni a Vale, Hawridge, Ashley Green e Chartridge; solo quella a Chartridge sopravvive. La Trinity Baptist Church aveva congregazioni a Hyde Heath, Ley Hill e Whelpley Hill; solo quella a Hyde Heath sopravvive. La Congregational Church aveva congregazioni ad Asheridge e Pond Park.

## Geografia
La città si trova nella Chess Valley, 13 miglia a sud-est del capoluogo di contea Aylesbury e 25 miglia (40 km) a nord-ovest del centro di Londra. È la quarta città più grande della contea cerimoniale del Buckinghamshire e la più grande del distretto di Chiltern, con una popolazione di circa 20.343 persone dietro Milton Keynes con 184.500, High Wycombe con 118.200 e Aylesbury con 69.200. La vicina Amersham ne ha 17.719.
Chesham si trova nelle Chiltern Hills e dal suo punto più basso di 295 piedi (90 metri) sopra il livello del mare si eleva sui fianchi della valle. Si trova alla confluenza di quattro valli secche formate dall'acqua ricavata dai ghiacciai in scioglimento alla fine dell'ultima era glaciale che si è depositata sul letto roccioso di gesso, ghiaia alluvionale e limi, su cui ora sorge la città. I successivi periodi di abbassamento e sommersione hanno depositato argilla e selci. Il fiume Chess è un corso d'acqua calcareo che nasce da tre sorgenti; a nord-ovest lungo la Pednor Vale a Frogmoor, a Higham Mead a nord della città e a ovest vicino alla Amersham Road che convergono nella città vicino a East Street.

### Suddivisioni e sobborghi
La città comprende le seguenti comunità:

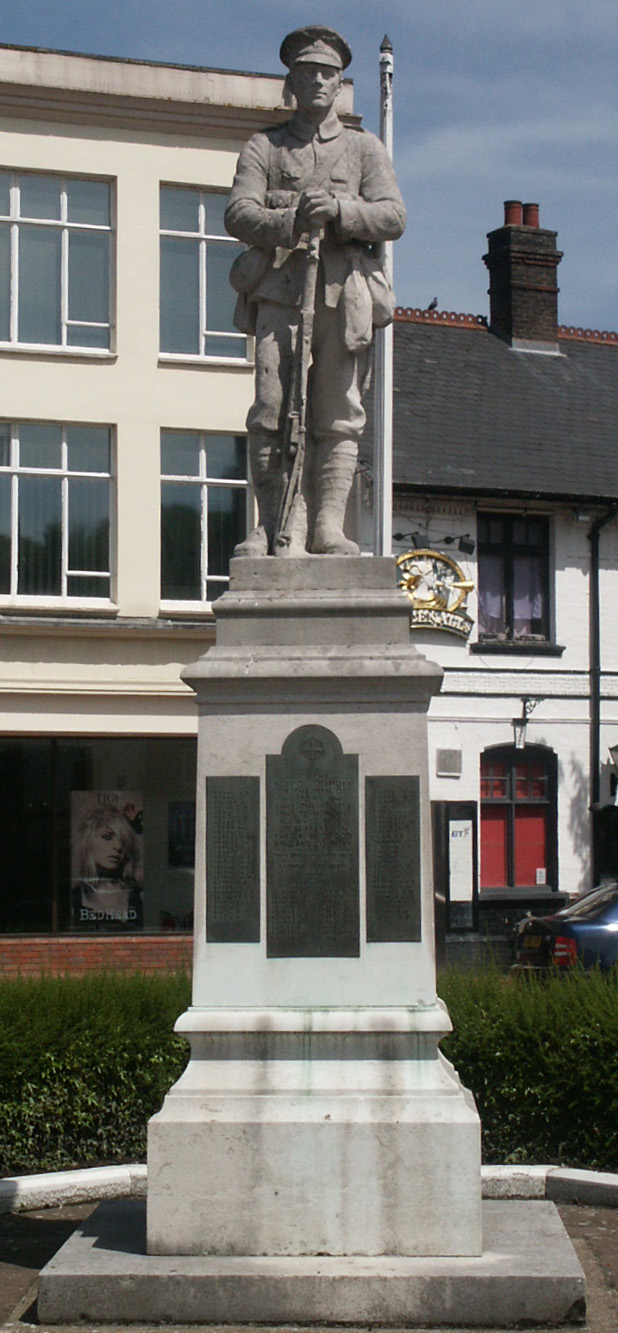
Il Chesham War Memorial

- Asheridge Vale
- Botley
- Chesham Vale
- Chessmount
- Codmore
- Great Hivings
- Hilltop
- Lye Green
- Lowndes
- Newtown
- Old Town
- Pednormead End
- Pond Park
- Townsend
- WatersideIl Chesham War Memorial

## Demografia
In termini di etnia, la popolazione di Chesham è composta dal:
- 79,5% di bianchi
- 14,5% di asiatici
- 1,5% di neri
- 0,2% di arabi
- 3,4% di etnia mista
- 1% di altri gruppi etnici

In termini di religione, la popolazione di Chesham è composta dal:
- 44,8% di cristiani
- 39,7% di nonteisti
- 10,8% di musulmani
- 2,5% di indù
- 0,4% di sikh ed ebrei
- 0,8% di buddisti
- 0,6% di altre religioni

## Amministrazione

### Gemellaggi
- Houilles
- Friedrichsdorf
- Archena